# Monumenta Germaniae Historica

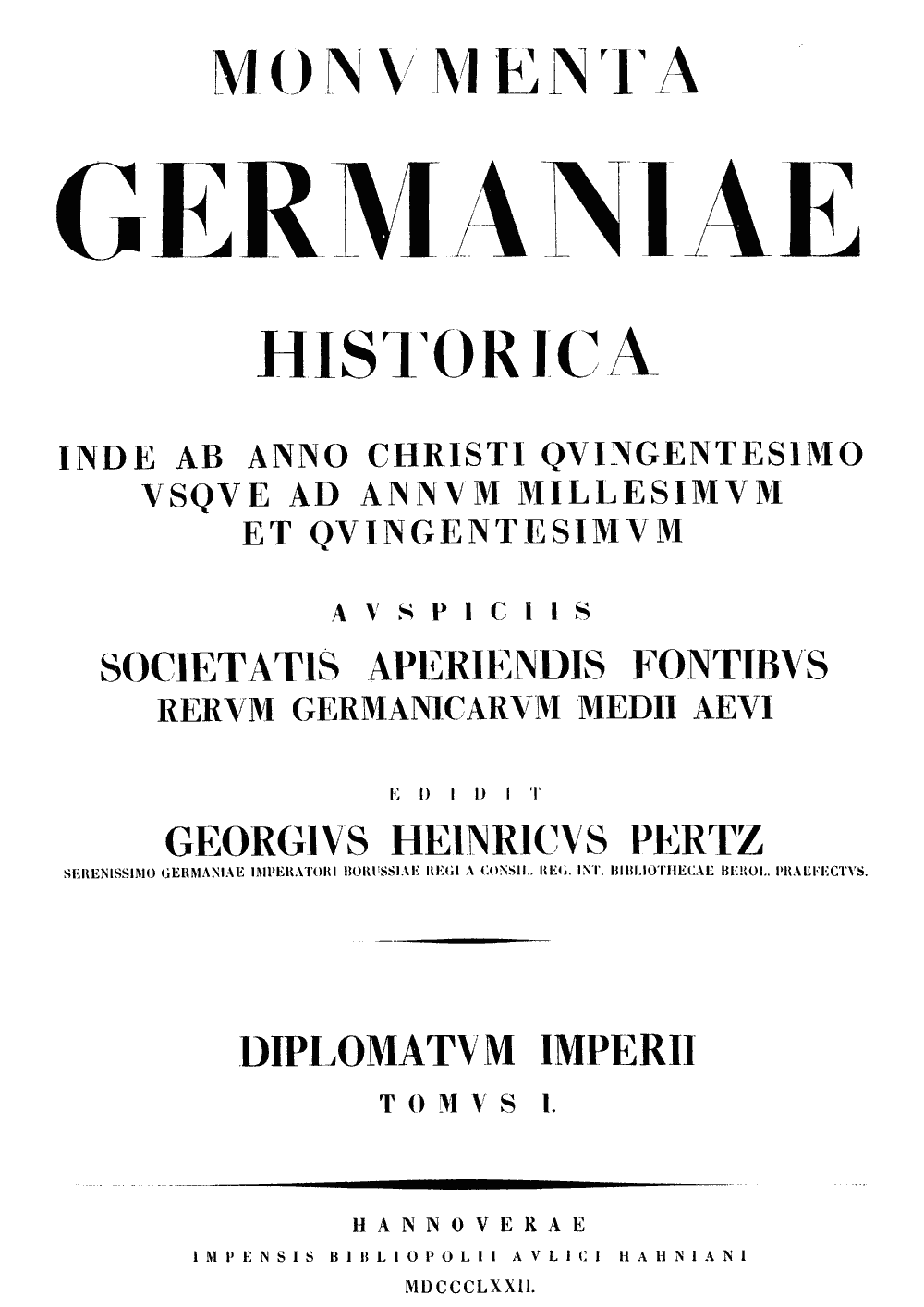
Portada de la edición «Diplomata Imperii», volumen I; Hannover, 1872.

Los Monumenta Germaniae Historica (citados como MGH en bibliografía y listado de fuentes) son una serie recopilativa de fuentes cuidadosamente editadas y publicadas para el estudio de la historia de Alemania en un sentido extenso, desde el final del Imperio romano hasta 1500.

## Características

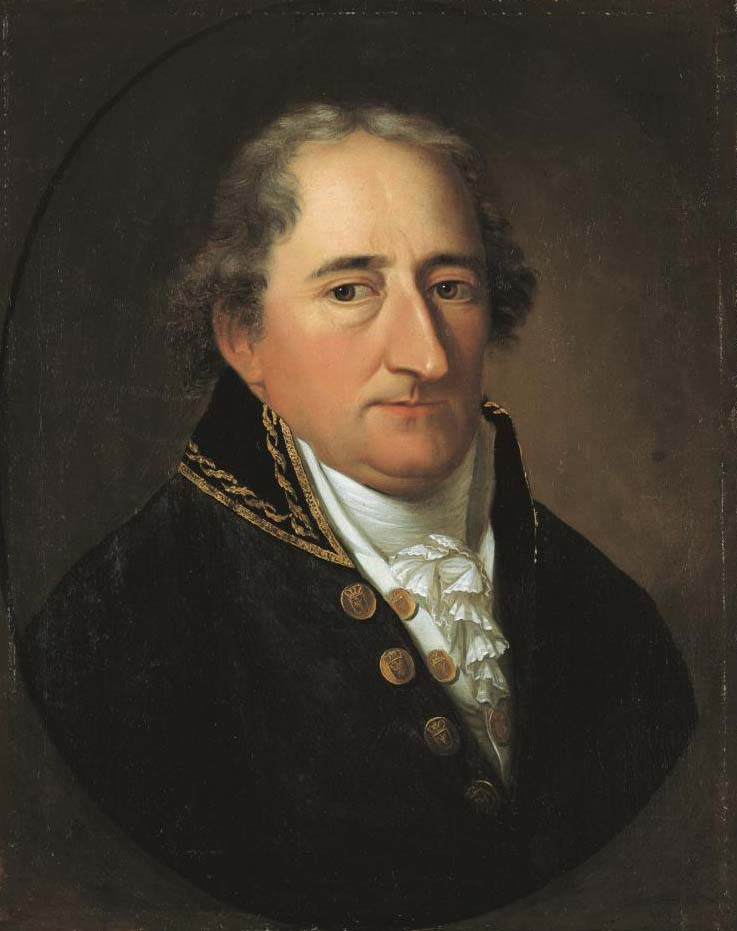
Retrato de Karl Freiherr vom Stein por Johann Christoph Rincklake, 1804)

La sociedad que patrocina la recopilación fue fundada por el eminente reformador prusiano Karl Freiherr vom Stein en 1819, apareciendo el primer volumen en 1826 y los años siguientes. El editor desde 1826 hasta 1874 fue Georg Heinrich Pertz, sucedido por el medievalista e historiador del derecho Georg Waitz y Ernst Ludwig Dümmler. La sociedad se hizo pública en 1876, y tiene su sede en Múnich desde 1949, y en el edificio de la Biblioteca Estatal de Baviera desde 1967. Muchos eminentes medievalistas alemanes e incluso de otros países se sumaron al proyecto de buscar y comparar manuscritos y producir ediciones académicas. El lema escogido por Klein, «Sanctus amor patriae dat animum» («El santo amor por la patria nos anima»), puede ejemplificar la coincidencia del nacionalismo romántico y su academicismo altamente profesional. Solamente no se incluyen entre las fuentes de pueblos germánicos las referidas a los pueblos anglosajones y a los visigodos por hallarse muy separadas de la patria alemana y del Imperio carolingio; sin embargo, sí se incluye a los francos.
La colección abarca desde el año 500 d. C. hasta la aparición de la imprenta en el siglo XV. Consta de cinco áreas principales: Antiquitates, Diplomata, Epistolae, Leges, Scriptores, así como la Necrología. Se han establecido muchas series subsidiarias, incluyendo una serie de volúmenes más compactos para uso docente (Scriptores in usum scholarum) y estudios especiales (MGH Schriften).
El proyecto, uno de los mayores esfuerzos de la historiografía, sigue en el siglo XXI. En 2004, los MGH, apoyados por la Deutsche Forschungsgemeinschaft, dieron un paso aún más extraordinario: todas sus publicaciones con fecha mayor de cinco años serían accesibles por Internet, en reproducción fotodigital.

## Estructura

### Series
La colección está distribuida en cinco series principales y treinta y tres secundarias:

#### Scriptores
- 1. Auctores antiquissimi (M.G.H.A.A.) : 15 volúmenes in quarto (1877 y 1919) bajo la dirección de Theodor Mommsen, reeditados en 1961.
- 2. Scriptores rerum Merovingicarum (M.G.H.S.R.M.)
- 3. Scriptores rerum Langobardicarum et Italicarum
- 4. Gesta pontificum Romanorum
- 5. Scriptores (in folio)
- 6. Scriptores rerum Germanicarum, Nova series
- 7. Scriptores rerum Germanicarum in usum scholarum separatim editi
- 8. Deutsche Chroniken
- 9. Libelli de lite imperatorum et pontificum
- 10. Staatsschriften des späteren Mittelalters

#### Leges
- 1. Leges (in folio)
- 2. Leges nationum Germanicarum
- 3. Capitularia regum Francorum
- 3a. Capitularia regum Francorum, Nova series
- 4. Concilia
  - Capitula episcoporum
  - Ordines de celebrando concilio
- 5. Constitutiones et acta publica imperatorum et regum
- 6. Formulae Merowingici et Karolini aevi
- 7. Fontes iuris Germanici antiqui, Nova series
- 8. Fontes iuris Germanici antiqui in usum scholarum separatim editi

#### Diplomata
- 1. Diplomata (in folio)
  - Die Urkunden der Merowinger
- 2. Die Urkunden der Karolinger
  - Die Urkunden der burgundischen Rudolfinger
- 3. Die Urkunden der deutschen Karolinger
- 4. Die Urkunden der deutschen Könige und Kaiser
- 5. Laienfürsten- und Dynastenurkunden der Kaiserzeit
- 6. Die Urkunden der Lateinischen Könige von Jerusalem

#### Epistolae
M. G. H. Ep. = Monumenta Germaniae historica. Epistolae
- 1. Epistolae (in quarto)
- 2. Die Briefe der deutschen Kaiserzeit
- 2a. Briefe des späteren Mittelalters
- 3. Epistolae saeculi XIII e regestis pontificum Romanorum selectae
- 4. Epistolae selectae

#### Antiquitates
- 1. Poetae Latini medii aevi
- 2. Necrologia Germaniae
- 3. Libri memoriales
- 4. Libri memoriales et Necrologia, Nova series

### Otras fuentes secundarias

#### Weitere Reihen
- Quellen zur Geistesgeschichte des Mittelalters
- Deutsches Mittelalter. Kritische Studientexte
- Hebräische Texte aus dem mittelalterlichen Deutschland
- Indices
- Hilfsmittel
- Schriften der Monumenta Germaniae Historica
- Studien und Texte
- Die Monumenta Germaniae Historica auf CD-ROM (eMGH)
- Zur Geschichte der Monumenta Germaniae Historica

#### Zeitschriften
- Archiv der Gesellschaft für ältere deutsche Geschichtskunde
- Neues Archiv der Gesellschaft für ältere deutsche Geschichtskunde
- Deutsches Archiv für Geschichte des Mittelalters
- Deutsches Archiv für Erforschung des Mittelalters

## La sociedad MGH
Además de estas series, la sociedad MGH también publica la revista Deutsches Archiv für Erforschung des Mittelalters (desde 1937; anteriormente se llamaba Neues Archiv der Gesellschaft für ältere deutsche Geschichtskunde (1876-1935); la serie Quellen zur Geistesgeschichte des Mittelalters / Fuentes para la historia del pensamiento en la Edad Media; la serie Deutsches Mittelalter, Kritische Studientexte / Edad Media alemana. Estudios críticos y ediciones de textos únicos de autores latinos sobre los pueblos germánicos para estudiantes especializados (Scriptores rerum Germanicarum in usum scholarum separatim editi).

## Presidentes de la sociedad MGH
La lista de los presidentes de la entidad es la siguiente:
- Georg Heinrich Pertz (1823-1873)
- Georg Waitz (1875-1886)
- Wilhelm Wattenbach (1886–1888) (interino)
- Ernst Dümmler (1888-1902)
- Oswald Holder-Egger (1902–1905)
- Reinhold Koser (1906-1914)
- Michael Tangl (1914-1919) (interino)
- Paul Fridolin Kehr (1919-1935)
- Wilhelm Engel (1936-1937) (interino)
- Edmund Ernst Stengel (1937-1942)
- Theodor Mayer (1942-1945)
- Friedrich Baethgen (1947-1958)
- Herbert Grundmann (1958-1970)
- Horst Fuhrmann (1971-1994)
- Rudolf Schieffer (1994-2012)
- Claudia Märtl (2012-2014)
- Marc-Aeilko Aris (2014–2018) (interino)
- Martina Hartmann (2018-actualidad)